# بابانظر (کتاب)
بابانظر کتابی است که توسط انتشارات سوره مهر منتشر شده‌است. این کتاب حاصل مصاحبه‌های شفاهی با سردار شهید محمدحسن نظرنژاد است که طی آن خاطرات راوی پیرامون انقلاب و جنگ تحمیلی بیان می‌شود. محمدحسن نظرنژاد ملقب به بابانظر در بیشتر زمان جنگ ایران و عراق را در جبهه‌های جنگ گذراند و جراحت‌ها و آسیب‌های جدی دید. مصاحبه‌های این کتاب توسط سیدحسین بیضایی انجام گرفته‌است و تدوین آن را مصطفی رحیمی به عهده داشته‌است.
این کتاب در شهریور رونمایی و با تیراژ بیست هزار نسخه وارد بازار کتاب شد.
این کتاب در طی اولین سال انتشار (از شهریور ۱۳۸۸ تا شهریور ۱۳۸۹) بیست و چهار بار تجدید چاپ شده است.
بابانظر حاصل گفتگوی ۳۶ ساعته سید حسین بیضایی با محمدحسن نظرنژاد در سال ۱۳۷۴ و اوایل ۱۳۷۵ است که به شکل ویدئویی ضبط شده و اکنون از سرنوشت آن فیلم‌ها خبری در دست نیست، اما کلمه‌ها و جمله‌های آن مصاحبه‌ها پس از ضبط، روی کاغذهای سفید آمده و ماندگار شده‌اند.

## نمونه‌ای از نثر کتاب
... یک‌دفعه دیدم یکی از تانک‌های عراقی از آن طرف بالا آمد و شلیک کرد. گلوله‌اش به زیر پایم خورد. دو سه متری روی هوا چرخیدم و به زمین‌خوردم. سرم سنگین شد. اول حس کردم سرم از بدنم جدا شده است، منتهی چون گرم هستم، متوجه نیستم! غبار عجیبی هم پیچیده بود. بی‌سیمچی من که اسمش «جاجرم» بود، صدایش بلند شد و گفت: «حاجی شهید نشده. بچه‌ها، بروید جلو. حاجی یک مقداری خراش برداشته. الان بلند می‌شود و می‌آید.» یک وقت دیدم آقای صادقی و مسئول تخریب گردان کنارم ایستاده‌اند. من تکان خوردم و بلند شدم. آقای کفاش به شدت می‌خندید. گریه هم می‌کرد. پرسیدم: “چرا این‌جوری هستی؟ ” گفت: “حاج‌آقا نظرنژاد، شما لُختی!” نگاه کردم و دیدم موج انفجار همه لباس‌هایم را کنده‌است. فقط یک‌تکه از پارچه شلوار و مقداری از پارچه شورتم باقی‌مانده بود. چشم و گوش چپم آسیب دیده بودند. ماهیچه دستم را ترکش برده بود. قسمت‌های زیادی از بدنم، ضربه کاری خورده بود، ولی چون قوی و تنومند بودم، متوجه نبودم. خودم را تکان دادم تا بتوانم بهتر روی زمین بایستم. آقای کفاش، پیژامه سفید و گشادی را که داشت، به من داد تا بپوشم...

## جوایز
این کتاب در سیزدهمین دوره جایزه کتاب سال دفاع مقدس به عنوان اثر برگزیده در بخش خاطرات دیگرنوشت انتخاب شد.